# Pinjalo lewisi
Pinjalo lewisi és una espècie de peix marí de la família dels lutjànids i de l'ordre dels perciformes. Poden assolir fins a 50 cm de longitud total.
Menja invertebrats bentònics i planctònics, i, possiblement també, peixets. És un peix marí de clima tropical i associat als esculls de corall que viu entre 40-150 m de fondària. Es troba des de les Illes Lakshadweep fins a Fiji i les Illes Ryukyu.

## Ús comercial
Es comercialitza fresc o en salaó.